# Bintuán
Bintuán es un barrio rural  del municipio filipino de primera categoría de Corón perteneciente a la provincia  de Paragua en Mimaro,  Región IV-B.

## Geografía
Este barrio  se encuentra en  la Isla Busuanga la más grande del Grupo Calamian, donde se encuentra su ayuntamiento. Situado a medio camino entre las islas de Mindoro (San José) y de Paragua (Puerto Princesa),  el Mar de la China Meridional a poniente y el mar de Joló a levante. Al sur de la isla están las otras dos islas principales del Grupo Calamian: Culión y  Corón.
Su término  linda al norte con el barrio de Decalachao; al sur con la Bahía de Bintuán que se abre al Paso del Oeste de Corón (Coron West Passage o Western Entrance to Coron Bay) que comunica bahía de Guro con Bahía de Corón.; al este con el  barrio de Guadalupe; y al oeste con el municipio vecino de Busuanga, barrio de Santo Niño.
Forman parte de este barrio  las islas de Lusong, Sangat, Calbi,  Apo y Mayanpayán, así como los sitios de Cayancán y de Bintuán.

### Demografía
El barrio  de Bintuán contaba  en mayo de 2010 con una población de 2.357  habitantes.